# Ka-en-Ankh Nereru
Ka-en-Ankh Nereru é, na mitologia egípcia, a serpente cósmica que cobria o firmamento enquanto Rá cruzava o submundo na sua barca solar. Deveria ser imenso, pois seu corpo estendia-se por todo o céu da noite. Ao contrário de Apep, a serpente demoníaca que atacava a barca solar todas as noites, Ka-en-Ankh Nereru não lutava com Rá, mas o deixava rejuvenescer antes do nascer do sol. Simboliza as energias revigorantes.